# Backlash 2018
Backlash (2018) was een professioneel worstel-pay-per-view (PPV) en WWE Network evenement dat georganiseerd werd oor WWE voor hun Raw en SmackDown brand. Het was de 13e editie van Backlash en vond plaats op 6 mei 2018 in het Prudential Center in Newark, New Jersey. Dit was het eerste evenement dat sinds 2009 weer voor beide brands is.

## Matches
| Nr. | Match                                                      | Winnaar(s)                     | Opmerkingen                                                   | Bron  |
| --- | ---------------------------------------------------------- | ------------------------------ | ------------------------------------------------------------- | ----- |
| 1   | Ruby Riott (met Liv Morgan & Sarah Logan) vs. Bayley       | Ruby Riott                     | Eén-op-één match.                                             | [ 2 ] |
| 2   | Seth Rollins (c) vs. The Miz                               | Seth Rollins                   | Eén-op-één match voor het WWE Intercontinental Championship.  | [ 2 ] |
| 3   | Nia Jax (c) vs. Alexa Bliss                                | Nia Jax                        | Eén-op-één match voor het WWE Raw Women's Championship.       | [ 2 ] |
| 4   | Jeff Hardy (c) vs. Randy Orton                             | Jeff Hardy                     | Eén-op-één match voor het WWE U.S. Championship.              | [ 2 ] |
| 5   | Daniel Bryan vs. Big Cass                                  | Daniel Bryan                   | Eén-op-één match.                                             | [ 2 ] |
| 6   | Carmella (c) vs. Charlotte Flair                           | Carmella                       | Eén-op-één match voor het WWE SmackDown Women's Championship. | [ 2 ] |
| 7   | AJ Styles (c) vs. Shinsuke Nakamura                        | AJ Styles                      | No Disqualification match voor het WWE Championship.          | [ 2 ] |
| 8   | Braun Strowman & Bobby Lashley vs. Kevin Ownes & Sami Zayn | Braun Strowman & Bobby Lashley | Tag Team match.                                               | [ 2 ] |
| 9   | Roman Reigns vs. Samoa Joe                                 | Roman Reigns                   | Eén-op-één match.                                             | [ 2 ] |